# Arlandabrug
De Arlandabrug (brug 120P) is een brug in Amsterdam-West. Alhoewel genummerd als brug is er sprake van een viaduct.
Ze is gelegen in de Rijksweg 10 (Ringweg Amsterdam) en voert over de Arlandaweg, waar ze haar naam aan dankt. Beide zijn vernoemd naar Luchthaven Stockholm-Arlanda (straat in 1989, brug in 2017).
De geschiedenis van het bouwwerk loopt parallel aan die van de Haarlemmerwegbrug, die 85 meter ten zuiden van deze brug ligt. Daar waar die werd gebouwd in de ringweg over een brede Haarlemmerweg werd dit viaduct in de periode 1964-1966 gebouwd over de Spoorlijn Amsterdam - Haarlem. Treinen reden tijdens de bouw af en aan van en naar Station Sloterdijk. Bij herinrichting van het spoortracé dat in 1985 verlegd werd langs het nieuwe Station Amsterdam Sloterdijk verdwenen de treinsporen en werden vervangen door rails voor de trams die daarmee konden worden doorgetrokken naar het nieuwe station.
In 2018 werd op de pijlers het kunstwerk Mirror, mirror aangebracht.
De brug ging vanaf de oplevering naamloos door het leven. In december 2017 gaf de gemeente Amsterdam (bijna) alle bruggen en viaducten in beheer bij Rijkswaterstaat (vandaar de toevoeging P) namen.